# Sajówka (Kosyń)
Sajówka – część wsi Kosyń w Polsce, położona w województwie lubelskim, w powiecie włodawskim, w gminie Wola Uhruska.
W latach 1975–1998 Sajówka administracyjnie należała do województwa chełmskiego.
Sajówka należy do parafii rzymskokatolickiej  pw św. Stanisława Kostki.